# 水俣市立水俣第一小学校
水俣市立水俣第一小学校（みなまたしりつ みなまただいいちしょうがっこう）は、熊本県水俣市陣内にある小学校。過去に3000名規模の学校だったため、小運動場と大運動場があり、音楽室も二つある。

## 沿革
- 1875年（明治8年）- 月浦にあった火薬製造庫を浜村（現・天神町）に移転し、浜小学校開校
- 1878年（明治11年）- 陣内小学校を浜小学校に合併し、公立水俣小学校に改称
- 1882年（明治20年）- 高等科を設置し、水俣尋常高等小学校に改称
- 1890年（明治28年） - 現在地に新築移転
- 1926年（大正15年）7月21日 - 肥薩海岸線（水俣駅 - 米ノ津駅）開通式開催[1]
- 1928年（昭和3年） - 江添分校落成
- 1941年（昭和16年） - 水俣国民学校に改称
- 1943年（昭和18年） - 江添分校が水俣第二国民学校として独立したため水俣第一国民学校に改称
- 1947年（昭和22年） - 葦北郡水俣町立水俣第一小学校に改称
- 1949年（昭和24年） - 水俣市立水俣第一小学校に改称
- 1969年（昭和44年） - 湯之児分院内に湯之児分校開校、水俣市立病院内に浜分校開校
- 1984年（昭和59年） - 湯之児分校休校
- 1999年（平成11年） - 湯之児分校閉校
- 2009年（平成21年） - 水俣市立深川小学校の一部を統合

## 歴代校長
- 1881年（明治14年） - 初代校長
- - 第  代校長 田中祥之

## 著名な出身者
- 村下孝蔵（シンガーソングライター）

## 学校周辺
- 水俣市役所
- 水俣川
- 国道3号